# رالف آنسباش
رالف آنسباش (بالإنجليزية: Ralph Anspach)‏ هو ناشر واقتصادي أمريكي، ولد في 1926.